# Francisco Azorín
Francisco Azorín Izquierdo (Monforte de Moyuela, 12 de septiembre de 1885-México, D. F., 27 de diciembre de 1975) fue un arquitecto y político español, además de un activo esperantista.
Cursó estudios de arquitectura en Madrid, desempeñando diversos trabajos en sus primeros años. Establecido en Córdoba desde 1912, desarrollaría allí una buena parte de su carrera profesional como arquitecto, siendo autor de varios edificios singulares. En el ámbito político, fue miembro del Partido Socialista Obrero Español y llegó a desempeñar un papel relevante dentro de la Agrupación Socialista de Córdoba. Fue electo en varias ocasiones concejal por el Ayuntamiento de Córdoba, así como diputado en las Cortes republicanas durante el bienio 1931-1933.
Durante el transcurso de la Guerra Civil permaneció en la zona republicana, ocupando diversos puestos políticos y administrativos. La derrota republicana en la contienda le obligó exiliarse junto a su familia, partiendo hacia Hispanoamérica. Se instaló en México, país donde residiría el resto de su vida. Allí continuó desarrollando su profesión como arquitecto, al tiempo que mantuvo su militancia política y la relación con el exilio republicano español. Así mismo, continuó activo en el movimiento esperantista.

## Biografía

### Formación y primeros años
Nació en el municipio turolense de Monforte de Moyuela el 12 de septiembre de 1885. Era hijo de Francisco Azorín Pérez, un guardia civil de origen alicantino que había sido destinado a la zona, y de Manuela Izquierdo Villarroya, natural de Aliaga. Debido esta circunstancia, Azorín estuvo ligado a la provincia de Teruel durante su juventud. Tras realizar el bachillerato en el Instituto General y Técnico de Teruel, se trasladó a Madrid hacia 1902 o 1903 para cursar estudios superiores en la Escuela Superior de Arquitectura. Terminó la carrera en diciembre de 1910 y se trasladó a Teruel, donde residió por algún tiempo. Allí alternó su trabajo como profesor de instituto con trabajos ocasionales en el ámbito de la arquitectura. Su obra más destacada en Teruel fue la casa de la Imprenta Perruca.
Azorín se afilió al Partido Socialista hacia 1902, poco después de haberse asentado en Madrid para cursar estudios de arquitectura. Allí conoció a Pablo Iglesias, con quien establecería una estrecha relación personal y política. Tras una breve estancia profesional en Teruel y Málaga, se trasladó en 1912 a Córdoba, para trabajar en la Comisión comprobatoria del Registro Fiscal de la Riqueza Urbana, dependiente de Hacienda. Allí nacieron dos de sus tres hijos.

### Etapa cordobesa
Desde su llegada a esa capital andaluza se integró en los trabajos de organización del Partido Socialista, ocupando la presidencia de la Agrupación Socialista cordobesa y de la Federación Provincial. Entre 1918 y 1922 fue primer concejal socialista en el Ayuntamiento de Córdoba, formando parte entonces de la coalición Republicano-Regionalista. A la par que ejercía su labor como arquitecto en el sector privado, también desarrolló una importante labor de promoción de la construcción de casas para obreros y de reordenación urbanística de la ciudad cordobesa. Asimismo fue director de la Cooperativa Española de Casas Baratas "Pablo Iglesias", en la cuenca minera de Peñarroya. 
Se le ha considerado el principal redactor del “Manifiesto Andalucista de Córdoba”, incluido como referencia en el muy posterior estatuto andaluz de autonomía. 
En las elecciones municipales del 12 de abril de 1931, en las que participó dentro de la candidatura de la conjunción republicano-socialista, obtuvo 317 votos y resultó electo concejal del Ayuntamiento de Córdoba por el III Distrito (San Andrés). Estos comicios terminarían desembocando en la proclamación de la Segunda República. Unas semanas después Azorín sería incluido en la candidatura que presentó el PSOE por la provincia de Córdoba para los comicios a Cortes Constituyentes, en los cuales obtuvo 56 115 votos, logrando hacerse con el acta de diputado. Durante la legislatura 1931-1933 sus intervenciones parlamentarias versaron sobre temas como la vivienda, el urbanismo, la educación y los derechos de los trabajadores.

### Guerra civil
El 18 de julio de 1936 Francisco Azorín se encontraba en la estación de ferrocarril de Córdoba, junto a su familia, a la espera de tomar el tren que le conduciría a Málaga para pasar las vacaciones. Avisado en la misma estación por un compañero de partido sobre el levantamiento militar, Azorín —hombre muy estricto en cuanto a planes y horarios— le informó que llevaría a su familia a Málaga, como estaba previsto, y que él mismo regresaría en el primer tren de vuelta. No fue así, ya que esa misma tarde los militares sublevados se hicieron con el control de Córdoba, lo que supuso el corte de las comunicaciones. Su domicilio particular fue registrado por los «rebeldes» y su biblioteca particular sería confiscada.
Azorín no volvería nunca más a Córdoba. Establecido en Málaga, la posterior ocupación franquista de la ciudad forzó a toda la familia a trasladarse a Barcelona. Tiempo después se trasladaría a la ciudad francesa de Toulouse, donde sería nombrado cónsul de la República Española. En 1937, durante el Tercer Congreso de la Internacional del Proletariado Esperantista, denunció la persecución sufrida por el movimiento esperantista en España.

### Exilio en México

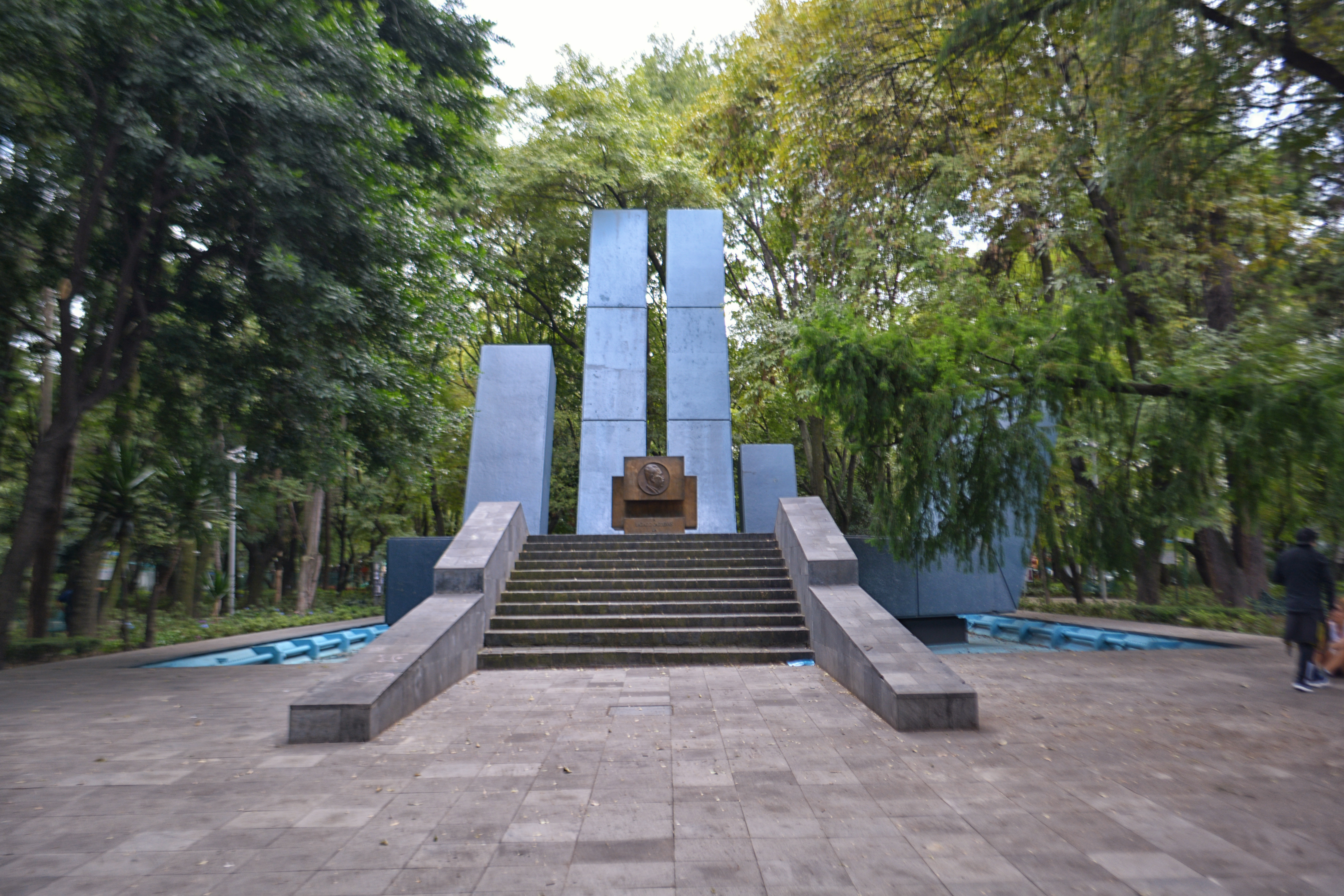
Monumento a Lázaro Cárdenas situado en el Parque España de Ciudad de México, en 2017.

La derrota republicana obligó a Azorín marchar al exilio en Hispanoamérica. En junio de 1939 embarcó junto a su familia en el puerto francés de Pauillac para tomar el vapor Ipanema rumbo a Veracruz. El gobierno de Lázaro Cárdenas facilitó la acogida de muchos republicanos españoles. Tras instalarse en México, Azorín se mantuvo vinculado al PSOE en el exilio y colaboró con la Junta de Auxilio a los Republicanos Españoles. Junto a otros socialistas retomó el proyecto de la Cooperativa «Pablo Iglesias» con el fin de promover la construcción de casas baratas. Al margen de su carrera profesional, que cosechó importantes éxitos, también llegó a ejercer como catedrático de hidráulica en la Universidad Autónoma de Puebla.
En 1972 participó, junto a su hijo Ángel y su nieto Telmo, en un concurso convocado por el Ateneo Español de México para construir un monumento de homenaje a Lázaro Cárdenas en el Parque España; el concurso fue ganado por los Azorín. Falleció el 26 de diciembre de 1975 en la Ciudad de México.

## Obra arquitectónica
En opinión de Alberto Villar Movellán, la obra de Azorín es la de un autor «independiente y ecléctico», con un espíritu inquieto, que llega a optar por varias de las distintas fórmulas arquitectónicas de la época —eclecticismo, historicismo, regionalismo o modernismo— sin adscribirse a ninguna de ellas en particular. En su faceta como arquitecto, Azorín desarrolló su profesión principalmente en la ciudad de Córdoba, aunque también lo hizo en otras localidades, como Teruel o Écija —en esta última, además, ejerció como arquitecto municipal—. En el término municipal cordobés llegó a dirigir más de ciento veinte obras entre 1917 y 1936, viviendo su etapa de mayor actividad en el año 1925.

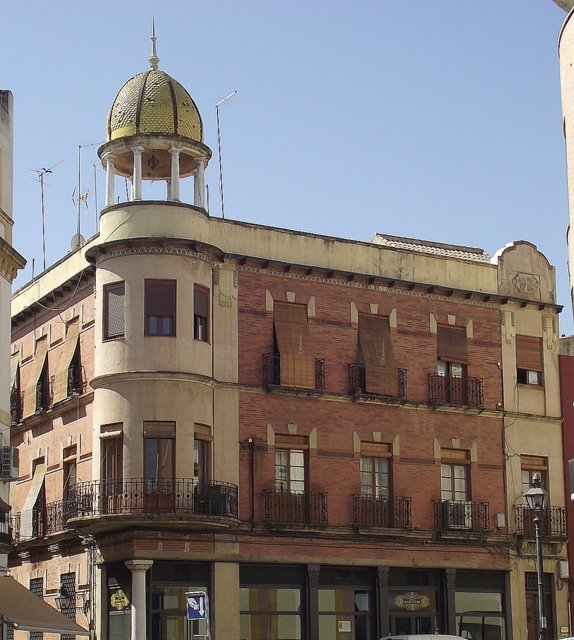
Casa Hierro Aragón.

De sus obras en Córdoba destacan: la Casa Baquerizo, en el n.º 6 de la calle Torrijos (1921); la Casa Hierro Aragón en el n.º 5 de la calle Diario de Córdoba (1925); la desaparecida Casa Peláez Deza en la calle Concepción (1926); el Grupo Escolar Colón (1931); el Casino Militar en la avenida República Argentina (1930); o el edificio de viviendas en el n.º 24 de la calle Cruz Conde esquina con Manuel de Sandoval (1931). Algunas de sus edificaciones se han conservado hasta hoy, sobresaliendo por sus acabados historicistas.
Su actividad profesional también tuvo una vertiente política estrechamente ligada a su militancia socialista. En la ciudad de Córdoba fue autor del proyecto de la Casa del Pueblo (1916), construida en la plaza de la Alhóndiga e inaugurada finalmente en 1930. En Madrid, además de realizar la monumental Casa del Pueblo, colaboró con el escultor Emiliano Barral en el diseño del Mausoleo de Pablo Iglesias, inaugurado en 1930.

## Labor esperantista
Azorín fue un activo promotor del esperanto, tanto en el ámbito español como luego en México, siempre ligado al movimiento obrero. Escribió el Universala Terminologio de la Arkitekturo (1932), un diccionario de términos de arquitectura, con el esperanto como idioma base, y con la traducción de los términos a numerosos idiomas. En el terreno internacional participó representando al PSOE en los Congresos de la asociación esperantista radical Sennacieca Asocio Tutmonda de Gotemburgo en 1928, Stuttgart en 1931 y Valencia en 1933. Tras su exilio en México, dentro del círculo de esperantistas del país trabajó con Eugenio Lanti, creador y alma de la SAT, y comienza con él una estrecha colaboración, sobre todo en el terreno de la edición literaria. Así, el propio Lanti encargó a Azorín la ilustración del diccionario Plena Vortaro de Esperanto (Diccionario Completo de Esperanto).

## Vida privada
Contrajo matrimonio en 1912 con Carmen Poch Puga, hija de un comerciante catalán afincado en Málaga y propietario del diario La Unión Mercantil. De este enlace nacieron tres hijos: Francisco, Manuel y Ángel. Francisco llegó a ser estadístico y miembro de la Real Academia de Ciencias.
Francisco Azorín fue miembro del Centro Andaluz de Córdoba, del Círculo de la Amistad y, desde 1924, de la Real Academia de Ciencias, Bellas Letras y Nobles Artes de Córdoba. Asimismo, colaboró en distintas publicaciones, desde revistas como Córdoba, Andalucía, Tiempos Nuevos, Hogar Obrero o el Boletín de la Real Academia de Córdoba a periódicos como el Diario de Córdoba, La Voz, El Sur o El Socialista.

## Publicaciones
- — (1919). Los problemas municipales de Córdoba. Córdoba: Imp. Andalucía.
- — (1932). Universala Terminologio de la Arkitekturo (arkeologio, arto, konstruo k. metio). Presejo Chulilla y Ángel: Madrido.[23]